# Rodès
Rodès (em catalão:  Rodès) é uma comuna francesa na região administrativa da Occitânia, no departamento dos Pirenéus Orientais. Estende-se por uma área de 18.11 km², e possui 624 habitantes, segundo o censo de 2018, com uma densidade de 34 hab/km².